# Mistrzostwa Świata FIBT 1930
Mistrzostwa Świata FIBT 1930 odbyły się w dniu 2 lutego 1930 w szwajcarskiej miejscowości Caux. Rozegrano tylko konkurencję męskich czwórek bobslejowych.

## Czwórki
- Data: 2 lutego 1930

| Miejsce | Narodowość       | Zawodnik                                                   | czas |
| ------- | ---------------- | ---------------------------------------------------------- | ---- |
| 1       | Włochy           | Franco Zaninetta Giorgio Biasini Antonio Dorini Gino Rossi | -    |
| 2       | Szwajcaria       | Jean Moillen John Schneiter Andre Moillen William Pichard  | -    |
| 3       | Rzesza Niemiecka | Fritz Grau Picker Bertram Albert Brehme                    | -    |

## Tabela medalowa
| Miejsce | Państwo          |   |   |   | Razem |
| ------- | ---------------- | - | - | - | ----- |
| 1.      | Włochy           | 1 | 0 | 0 | 1     |
| 2.      | Szwajcaria       | 0 | 1 | 0 | 1     |
| 3.      | Rzesza Niemiecka | 0 | 0 | 1 | 1     |